# Zgliniec (przystanek kolejowy)
Zgliniec – zlikwidowany wąskotorowy przystanek kolejowy w Witosławiu, na wąskotorowej linii kolejowej Rakoniewice Wąskotorowe – Krzywiń, w powiecie kościańskim, w województwie wielkopolskim, w Polsce.